# Sponsor malartici
Sponsor malartici es una especie de escarabajo del género Sponsor, familia Buprestidae. Fue descrita científicamente por Lesne en 1922.

## Distribución
Habita en la región afrotropical.